# Dennis Gerritsen
Dennis Gerritsen (Amsterdam, 29 juni 1971) is een voormalig Nederlands voetballer die uitkwam als spits. Hij speelde voor NAC, Helmond Sport, De Graafschap en Fortuna Sittard.

## Spelerscarrière
Gerritsen werd geboren in Amsterdam en speelde daar in de jeugd van ZPC en AVV Zeeburgia en in Almere-Stad bij VV AS '80. Later kwam hij terecht bij Ajax, waar hij bij de Ajax amateurs speelde. Ajax bood hem in 1993 een amateurcontract aan, maar NAC-trainer Ronald Spelbos haalde hem over te gaan spelen voor NAC, dat ongeveer een kwart miljoen gulden voor hem betaalde. In twee seizoenen NAC kwam de spits tot vijf doelpunten, waarna hij vertrok naar Helmond Sport. Met die club speelde hij twee seizoenen in de Eerste divisie. Achter elkaar wist hij acht en zeven doelpunten te maken. Hierna nam De Graafschap hem over. In Doetinchem kwam hij tot tweeënvijftig competitieduels en dertien doelpunten. In 1999 stapt Gerritsen over naar Fortuna Sittard, waar hij onder trainer Bert van Marwijk in zijn eerste seizoen tot tien doelpunten kwam. Drie jaar later werd zijn contract niet verlengd vanwege financiële problemen. Vervolgens speelde hij nog bij amateurclubs SV Babberich, FC Hilversum, SV Almere en VV De Beursbengels. Inmiddels is hij gestopt en werkt bij een tankstation.

### Clubstatistieken
| Seizoen | Club            | Competitie     | Competitie | Competitie | Beker | Beker | Internationaal | Internationaal | Totaal | Totaal |
| Seizoen | Club            | Competitie     | Wed.       | Dlp.       | Wed.  | Dlp.  | Wed.           | Dlp.           | Wed.   | Dlp.   |
| ------- | --------------- | -------------- | ---------- | ---------- | ----- | ----- | -------------- | -------------- | ------ | ------ |
| 1993/94 | NAC             | Eredivisie     | 26         | 1          | 1     | 0     | —              | —              | 27     | 1      |
| 1994/95 | NAC             | Eredivisie     | 19         | 4          | ?     | ?     | —              | —              | 19     | 4      |
| 1995/96 | Helmond Sport   | Eerste divisie | 28         | 8          | ?     | ?     | —              | —              | 28     | 8      |
| 1996/97 | Helmond Sport   | Eerste divisie | 29         | 7          | ?     | ?     | —              | —              | 29     | 7      |
| 1997/98 | De Graafschap   | Eredivisie     | 22         | 7          | ?     | ?     | —              | —              | 22     | 7      |
| 1998/99 | De Graafschap   | Eredivisie     | 30         | 6          | 3     | 0     | —              | —              | 33     | 6      |
| 1999/00 | Fortuna Sittard | Eredivisie     | 30         | 10         | 4     | 5     | —              | —              | 34     | 15     |
| 2000/01 | Fortuna Sittard | Eredivisie     | 26         | 4          | ?     | ?     | —              | —              | 26     | 4      |
| 2001/02 | Fortuna Sittard | Eredivisie     | 27         | 4          | ?     | ?     | —              | —              | 27     | 4      |
| Totaal  | Totaal          | Totaal         | 237        | 51         | 8     | 5     | 0              | 0              | 245    | 56     |